# Arancini

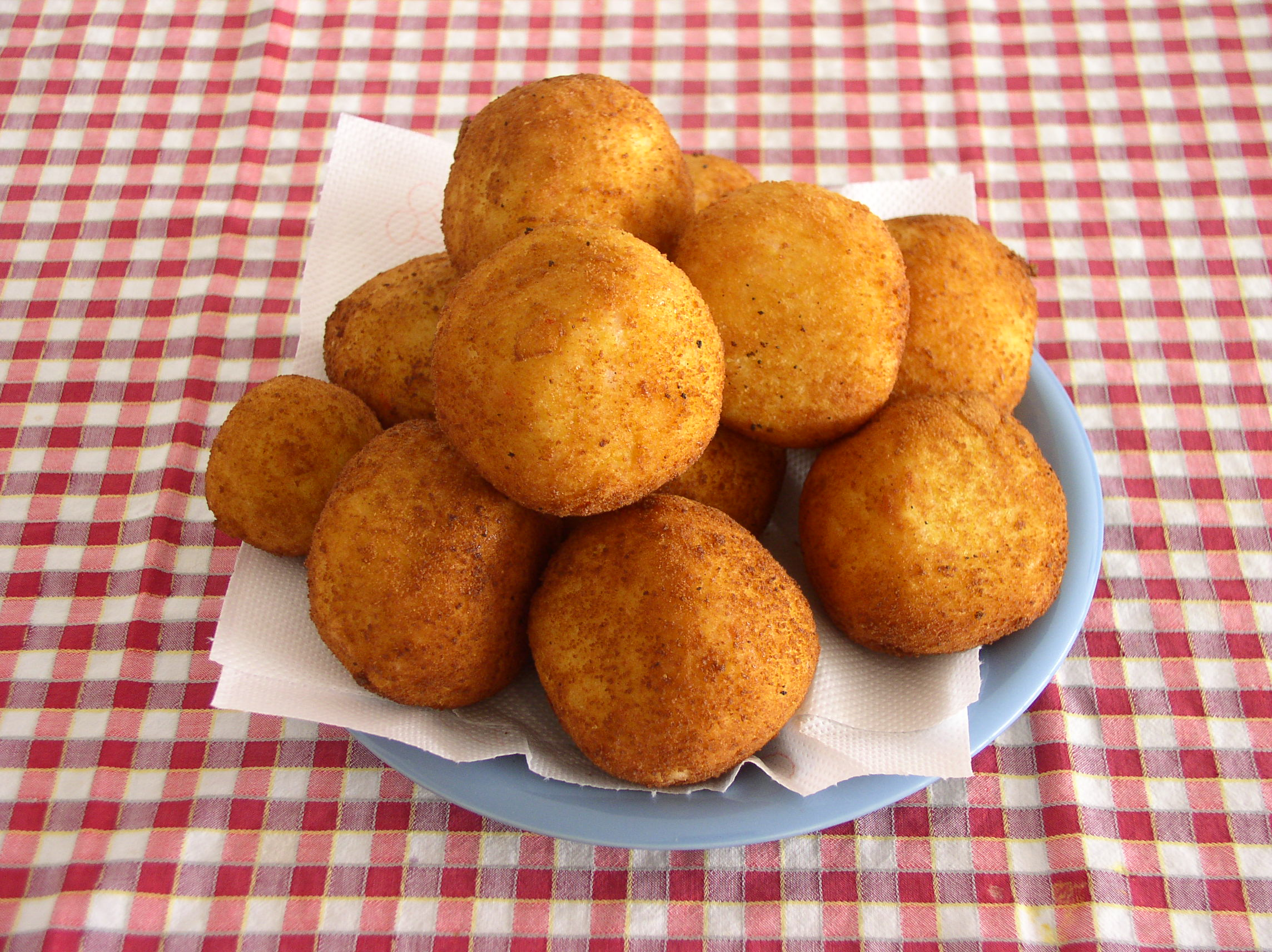
Bord met arancini

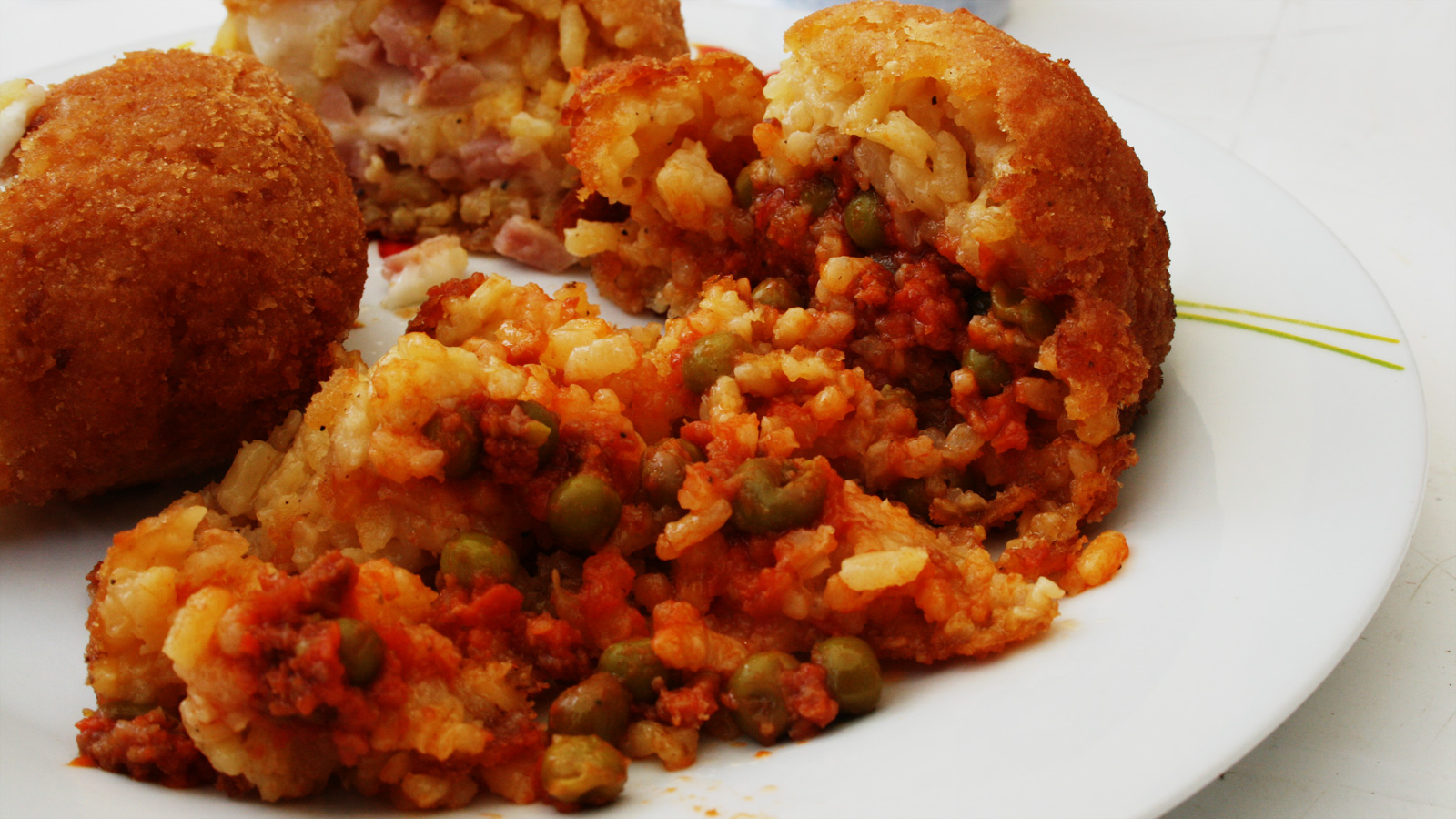
Een opengesneden arancino, met de rijst- en ragù-vulling zichtbaar

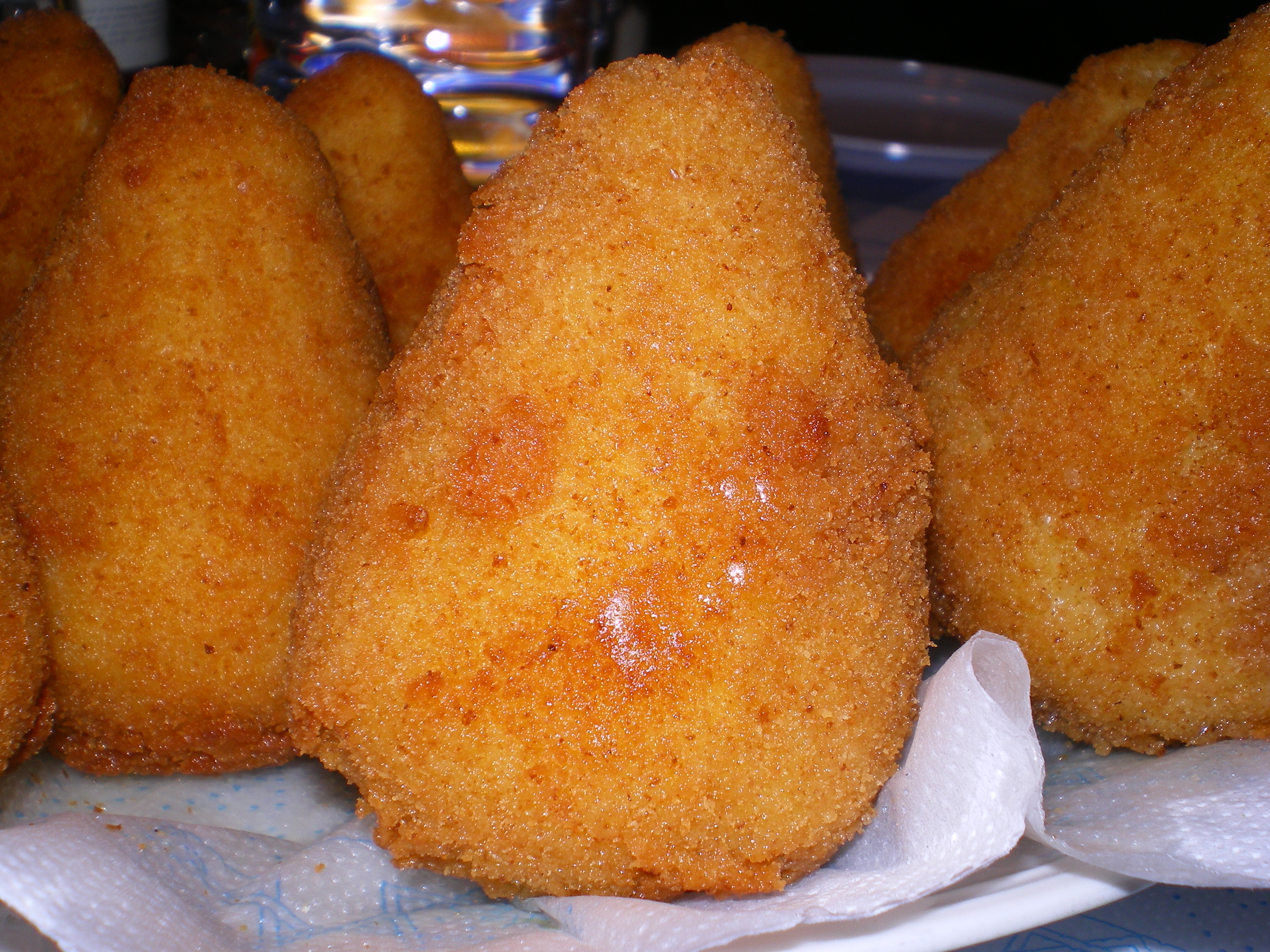
Kegelvormige arancini in Messina

Arancini (meervoud in het Italiaans en Siciliaans, enkelvoud in Italiaans: arancino, in Siciliaans: arancinu of arancina) zijn gevulde rijstballetjes die zijn bestrooid met paneermeel en vervolgens worden gefrituurd. Er kunnen twee veelvoorkomende vullingen worden onderscheiden. De eerste is al ragù of al sugo, met ragù (vlees of gehakt langdurig gekookt op lage temperatuur met tomatensaus en kruiden), mozzarella of caciocavallo en vaak erwten. De tweede veelvoorkomende arancini-vulling is al burro of a bburro, bestaande uit ham en mozzarella of bechamelsaus.
Er is een aantal regionale varianten van arancini die verschillen in vulling en vorm. De naam, die vertaald kan worden als kleine sinaasappel, verwijst naar de vorm en kleur na het koken die overeenkomt met een sinaasappel. De in Oost-Sicilië geproduceerde Arancini al ragù zijn kegelvormig, waarmee zij de vulkaan Etna uitbeelden.

## Geschiedenis
Er wordt beweerd dat arancini hun oorsprong vinden in het 10e-eeuwse emiraat Sicilië, toen het eiland door de Arabieren werd overheerst.
In de steden Palermo, Syracuse en Trapani zijn arancini een traditioneel gerecht tijdens het feest van Sint-Lucia op 13 december, wanneer brood en pasta niet gegeten worden. Dit gebruik herinnert aan de aankomst van een graanschip op Sint-Lucia in 1646, waarmee een hevige hongersnood werd verlicht.
Tegenwoordig is finger food in opmars in de Italiaanse keuken waardoor arancini het gehele jaar verkrijgbaar zijn in veel Siciliaanse horeca en winkels, voornamelijk in Palermo, Messina en Catania.

## Populaire cultuur
In de Italiaanse literatuur is inspecteur Montalbano, het hoofdpersonage van Andrea Camilleri's detectiveromans, een liefhebber van arancini. Het succes van de boekenreeks en de televisieserie Montalbano heeft bijgedragen aan de bekendheid van het gerecht buiten Italië.